# Мухаммад-Ибрахим Джаннати
Великий аятолла Мухаммад-Ибрахим Джаннати (перс.  محمدابراهیم جناتی‎ 1932, Имамшехр) — крупный мусульманский богослов шиитского толка, развивший новый метод иджтихада.

## Биография
Мухаммад-Ибрахим Джаннати родился в иранской провинции Шахруд в 1932 году. В возрасте 6 лет он был отдан своим отцом в школу, где начал изучать Коран и персидскую литературу. В 11 лет он поступил в религиозную семинарию Шахруда, где за четыре года завершил предварительный уровень обучения, а также часть уровня сатх. Будучи восемнадцатилетним, он окончил изучение более высокого уровня фикха, а также «Шархе Манзуме» (комментария на философскую поэму) Сабзевари, после чего он отправился в Мешхед, где обучался у местных учителей. Спустя некоторые время, он переезжает в Кум (Иран), где посещает лекции харидж по мусульманскому праву, даваемые, аятоллой Буруджерди и аятоллой Хомейни.
Позже, он отправился в Неджеф (Ирак) и занимается там в течение 25 лет, учась у таких богословов, как аятолла Шахруди, аятолла Хаким, аятолла Ширази, аятолла Хилли, аятолла Занджани и аятолла Хои. Параллельно с обучением, он начинает преподавать и писать на различные темы. Он учил трем передовым уровням (расаил, макасиб и кифайе) в течение одиннадцати лет в Джамеат аль-Наджаф. Также, в последние годы своего пребывания в Наджафе, Джаннати преподавал усуль на уровне харидж в медресе Ахунда Хорасани. Во время нахождения в Неджефе, он написал несколько книг, включая сумму лекций аятоллы Шахруди по юриспруденции. Вернувшись в Кум в 1979 году, он занялся научно-исследовательской и преподавательской деятельностью.

## Произведения
Авторству аятоллы Джаннати принадлежит большое количество трудов и исследований. Некоторые из его произведений:
1. Сравнительная юриспруденция (в 8 томах)
2. Хадж (в 5 томах)
3. аль-Нафахаат аль-Эльмийе фи Фикх аль-Имамия (в 4 томах)
4. Разъяснение принципов (в 2 томах)
5. Искусство и красота с точки зрения юриспруденции
6. Изменение иджтихада с изменением времени и обстоятельств
7. Дискуссии о свободе и правах человека
8. Необходимость реформирования иджтихада
9. Президентство для женщин и причины
10. Женское судейство как принимаемое в юриспруденции
11. Диалог религий
12. Единство религии
13. Место разума в источниках логического вывода
14. Женский иджтихад
15. Стагнация юриспруденции как результат оставления иджтихада
16. Возведение статуй как умение и искусство.
17. Место иджтихада в доктринах юриспруденции.
18. Аспекты юриспруденции Табари
19. Эволюция и стагнация юриспруденции Ахль Сунны
20. Приоритетность сравнительной юриспруденции и её первопроходцы
21. Необязательность следования наиболее знающему ученому
22. Юриспруденция и реформирование исламских университетов
23. Необходимость реформирования образовательной системы хавз
24. Взаимодействие между обычаем и шариатом
25. Пути нового иджтихада
26. Исламский метод свободы и прав человека